# Coup d'État de 1993 au Nigeria
Le coup d'État de 1993 au Nigeria est un coup d'État militaire survenu le 17 novembre 1993 au Nigeria. Le nouveau chef de l'Etat Sani Abacha, supprimant les instances précédentes, nomme un Conseil de gouvernement provisoire constitué essentiellement de généraux et de fonctionnaires de police, supervisant un Conseil exécutif fédéral civil.

## Coup d'État
Le 17 novembre 1993, les forces armées dirigées par le ministre de la Défense (en) Sani Abacha ont forcé le président par intérim Ernest Shonekan à démissionner. Shonekan a assumé la présidence intérimaire le 26 août 1993, succédant au général Ibrahim Babangida à la tête de l'État, à la suite de l'annulation par Babangida de l'élection présidentielle du 12 juin 1993. Dans une émission nationale après le coup d'État, Abacha a cité la nature stagnante du gouvernement de Shonekan et son incapacité à gérer le processus démocratique dans le pays comme cause de sa démission.

## Conséquences
En septembre 1994, Abacha a publié un décret qui plaçait son gouvernement au-dessus de la compétence des tribunaux, lui donnant en fait un pouvoir absolu. Un autre décret lui a donné le droit de détenir toute personne jusqu'à trois mois. Le coup d'État en lui-même ne fait aucune victime directe.
Abacha est resté au pouvoir jusqu'à sa mort le 8 juin 1998 au complexe présidentiel à Abuja. Il a été remplacé par le chef d'état-major général de la Défense Abdulsalami Abubakar en tant que chef d'État.